# 授權管理基礎建設
授權管理（英語：Privilege Management），是根據ITU-T建議案X.509標準，來管理使用者權限的過程。其中最重要的元件，就是根據X.509屬性憑證（attribute certificate），來建立的授權管理基礎建設（英語：Privilege Management Infrastructure，縮寫為 PMI）。授權管理基礎建設，根據公開金鑰基礎建設（PKI）所授權的範圍，來給與使用者適當的權限。根據屬性憑證（attribute certificate，AC）來掌握使用者的權限狀況。